# Хелавіса
Хелавіса (справжнє ім'я Наталія Андріївна О'шей, до шлюбу Ніколаєва; нар. 3 вересня 1976, Москва, РРФСР, СРСР) — російська співачка, авторка пісень, музикантка (кельтська арфа, гітара, кастаньєти, фортепіано), лінгвістка — кельтологиня і германістка, кандидатка філологічних наук, письменниця.
Засновниця та лідерка музичного гурту «Мельниця» («Млин», фолк-рок), також веде свої сольні проєкти «Хелавіса», «Хелавіса, Лазерсон та друзі» та дует «36 і 6». Раніше входила до складу фолк-рок-гурту «Тиль Уленшпигель», де була вокалісткою та співавторкою багатьох пісень, а також групи «Clann Lir» (традиційний кельтський фолк) та «Romanesque» (фолк).

## Життєпис
Народилася 3 вересня 1976 року у Москві. Батько, Андрій Володимирович Ніколаєв, — хімік-органік, професор університету Данді (Шотландія). Мати, Ольга Олексіївна Кост — біохімік, провідний науковий співробітник МДУ.
Батько Наталії непогано грає на гітарі та виконує бардівські пісні, а мати співає народних пісень. Поряд із класичною та бардівською музикою, в сім'ї звучали привезені батьком з-за кордону записи «The Beatles», «ABBA», рок-опери «Ісус Христос — суперзірка».
Наталя у шість років вступила до московської дитячої музичної школи № 14 за класом скрипки, але хвороба завадила їй відвідувати уроки два роки. Повторно вступила до музичної школи у 1985 році, закінчила її у 1992 році за класом фортепіано, крім того, відвідувала заняття з хорового вокалу. Основну освіту здобула в школі № 37 з поглибленим вивченням англійської мови. Коли Наталі було 12–13 років, її кумиром став Фредді Мерк'юрі. Так почалося її захоплення роком, улюбленими групами, крім Queen, стали Led Zeppelin, Грейс Слік і Jefferson Airplane, Лоріна МакКенніт, «Акваріум» та ін. Закінчивши школу в 1993 році, вступила на філологічний факультет МДУ, де спочатку вивчала французьку мову. Згодом захопилася кельтськими та німецькими мовами, оскільки в порівнянні з іншими гілками індоєвропейських мовних сімей вони були вивчені слабо і фахівців у цій галузі було не так багато. Наприклад, Наталю приваблював німецький тонічний вірш, набагато сильніший, ніж романський силабічний, їй були цікаві звукопис кельтської та німецької поезії, звучання мов, їхнє місце в індоєвропейській спадщині.
Навчаючись в університеті, підробляла перекладами та репетиторством. У той же час захопилася рольовими іграми, а потім й історичною реконструкцією, до сфери її інтересів увійшли толкіністика та фентезі. Лекції кафедри кельтської та німецької філології МДУ у першій половині 1990-х років були об'єктом інтересу молодих людей, які згодом стали значними постатями як руху історичної реконструкції, так і молодіжної субкультури, заснованої на музичному напрямку кельтського фолку та кельтському фольклорі, завдячуючи чому набула широких зв'язків у цих спільнотах. Одним із цих людей був Юрій Андрійчук, з яким Наталя пізніше організувала групу Clann Lir. Тоді ж Наталія вперше почала проявляти себе в музичній творчості як рольовий менестрель і була відома у рольовому середовищі під псевдонімом «Хеледіс». Слово це вигадала інша дівчина з толкіністської тусовки філфака МДУ, знавець мов квенья та нольдорина Кетрін Кін.
Наталя стояла біля витоків клубу історичної реконструкції «Наследие предков» («Спадщина предків»). За її розповідями, вона самостійно шила одяг багатих ярлів земель вікінгів. На чемпіонатах «Меч Росії» вона тричі посідала перше місце в номінації «Реконструкція західноєвропейського жіночого костюма». Співпрацювала з клубами історичної реконструкції «Варяг» та «Братина». Однак, за словами Хелавіси, згодом слідом за рольовиками вона поступово відійшла і від реконструкторського руху. У цей же час Хелавіса захопилася верховою їздою.

### Наука
Після закінчення магістратури продовжила навчання в аспірантурі МДУ. З 1999 по 2004 р. працювала асистентом кафедри німецької та кельтської філології філологічного факультету, вела факультативний семінар з ірландської мови. Під час стажування в Ірландії викладала у Трініті-коледжі в Дубліні. У 2003 р. захистила кандидатську дисертацію «Тематизація презенсу сильного дієслова в кельтських та німецьких мовах (на матеріалі давньоірландської та готської)». У 2003–2008 рр. працювала викладачем кафедри кельтської та німецької філології МДУ, з 2008 по 2014 рік — старшим науковим співробітником тієї ж кафедри.
У червні 2014 року Наталія залишила наукову роботу в МДУ та присвятила себе музиці, самостійній науковій діяльності та сім'ї, а також зайнялася дизайном одягу та аксесуарів. Періодично продовжує публікувати статті у наукових фахових виданнях. Особливе місце у сфері інтересів посідає Ірландія.. Наталя вільно говорить російською, англійською та французькою, досить добре ірландською, шотландською (в обох варіантах) та валлійською, добре знала датський, але рівень впав через відсутність практики. На початковому рівні володіє ісландською, іспанською, трохи німецькою. Наталя володіє давніми мовами — латинською, давньоірландською, давньоанглійською, готською, дещо гірше через відсутність практики володіє давньоісландською, давньогрецькою та санскритом.

### Музична творчість

#### Початок музичної кар'єри
Зі шкільних часів Наталя складала пісні на тексти поетів-класиків та друзів з рольової спільноти. Першу пісню, написану на власний текст, — «Дорога сна» («Дорога сну») — було створено 1993 року. У 1996 році вийшли її перші збірки власних пісень і покладених на музику віршів російських поетів, записані на касетах — «Лунный день» («Місячний день»), «Дорога сну» й англомовний Running to Paradise, в якому були покладені на музику вірші з толкінівського циклу, а також Вільяма Йейтса, Ред'ярда Кіплінга, Роберта Бернса, Томаса Мура. Записи були викладені в Інтернеті, завдяки чому Хелавіса отримала широке визнання в колах любителів фолк-музики.
На музичній сцені Наталія виступає з 1996 року, коли вийшов її перший альбом із перекладенням музики англомовних віршів. У репертуарі концертних виступів Наталії звучали як пісні на вірші власного твору, так і, окрім згаданих авторів, пісні на вірші Миколи Гумільова, Марини Цвєтаєвої, Олександра Блока, Редьярда Кіплінга, а також народні ірландські, валлійські, англійські та шотландські пісні мовою оригіналу.

#### Тиль Уленшпигель
Влітку 1998 року Руслан Комляков запросив Наталю у свою групу «Тиль Уленшпигель» (проєкт із класичними академічними музичними інструментами та вокалом Руслана, у барочній стилістиці, з присутністю середньовічних образів у текстах) як вокалістку, і 23 червня 1998 року вона вперше виступила сцені під сценічним псевдонімом «Хелавіса» із власними піснями, що увійшли до репертуару гурту.
Поява основного авторського псевдоніма «Хелавіса» ґрунтується на портретній схожості із зображенням відьми Хелавіси на ілюстрації Обрі Бердслея до роману Томаса Мелорі «Смерть Артура». Книгу Наталі подарувала подруга, яка і запропонувала їй цей псевдонім.

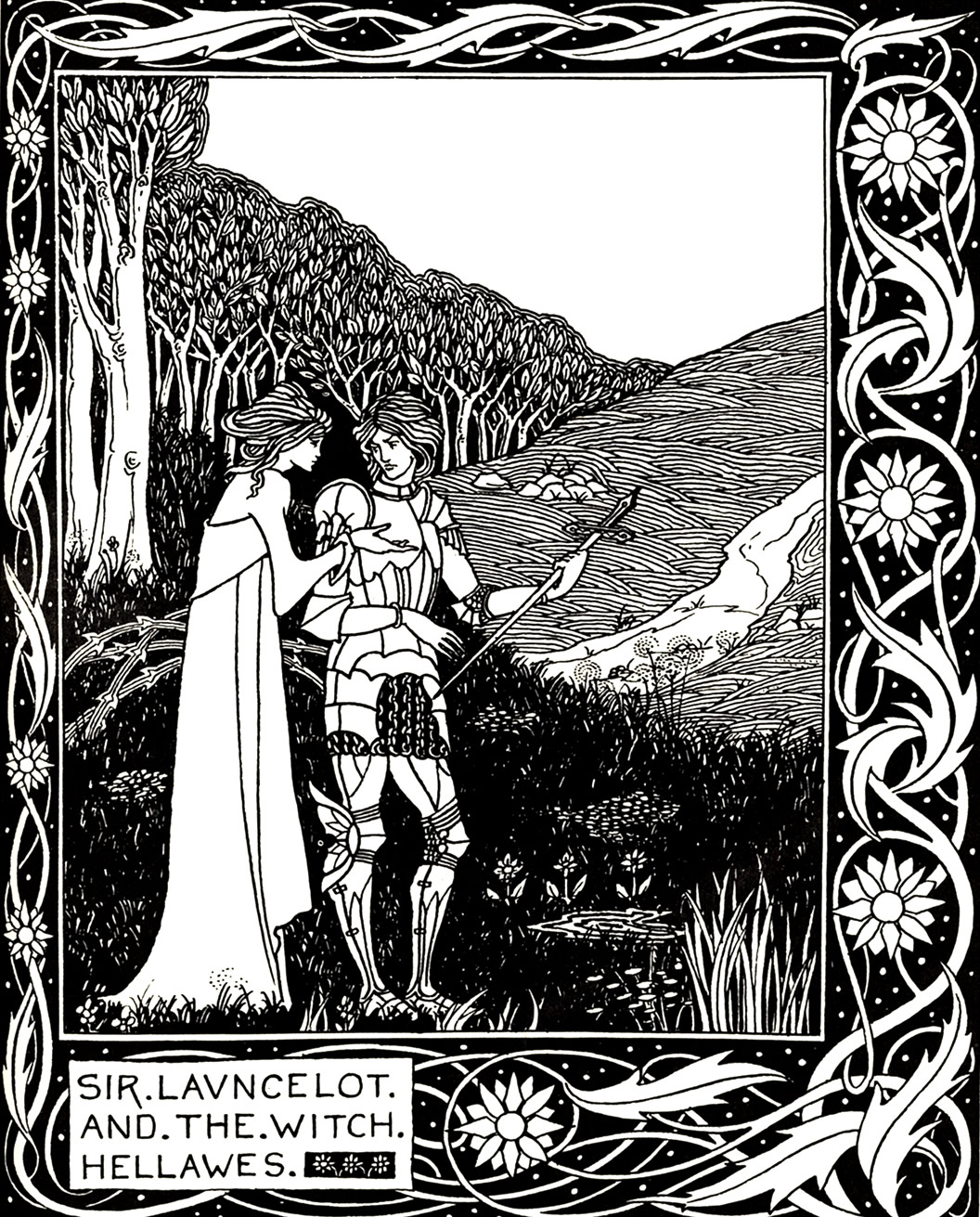
Ланселот і Хелавіса (ілюстрація Обрі Бердслея)

Через конфлікти, що були пов'язані з оплатою концертів, стосунки Руслана Комлякова з рештою учасників гурту зіпсувалися, і в жовтні 1999 року вони залишили колектив. З ініціативи Хелавіси музиканти, що пішли, продовжили виступати разом, утворивши групу «Мельница», що дала свій перший концерт 15 жовтня 1999 р. ще під старою назвою «Тиль Уленшпигель». Початковий склад проєкту проіснував недовго. Вже 2002 р. Денис Скурида зі своєю дружиною, вокалісткою та скрипачкою Марією Ларіною залишають «Мельницю», і лідером колективу стає Хелавіса.

#### «Мельница» та сайд-проєкти
Гурт «Мельница» є основним напрямком творчої діяльності Хелавіси. До теперішнього часу вона залишилася єдиним учасником групи, який входив до її первісного складу. У період з 2003 по 2008 рр. Хелавіса брала участь у фолк-проєкті Clann Lir, а в 2005 р. — у складі групи Romanesque (балканський фолк), що являла собою жіноче арфове тріо, до якого окрім Хелавіси входили Єкатерина Антоненко та Тетяна Струніна.
До 2003 р. Хелавіса та «Мельница» були популярні у порівняно вузьких колах шанувальників фольку та фолк-року, виступаючи переважно у невеликих клубах Москви та Санкт-Петербурга. У 2003 р. вийшов перший альбом гурту — «Дорога сна» («Дорога сну»), презентація якого зібрала аншлаг і послужила проривом групи до виступів на великих московських концертних майданчиках.
У квітні 2005 року вийшов другий альбом гурту — «Перевал».
Прорив Хелавіси та «Мельниці» до широкої популярності відбувся в червні 2005 року, коли пісня Хелавіси «Ночная кобыла» («Нічна лошиця») з альбому «Перевал» потрапила на 7-е місце хіт-параду радіостанції «Наше радіо». Через два тижні вона очолила хіт-парад, протримавшись у ньому протягом 22 тижнів, з яких 11 тижнів перебувала на першому місці, і посіла перше місце за підсумками року. З 2006 року гурт почав їздити в щорічні гастрольні тури Росією.
У 2005 р. також виходить у світ єдиний із альбомів фолк-гурту «Clann Lir», на якому звучить вокал Хелавіси, її чоловіка, Джеймса О'Шей, а також співзасновника гурту Юрія Андрійчука. Поряд з ірландською арфою Хелавіси, в записах альбому звучить волинка, вистл і лютня, на яких грає відомий музикант-мультиінструменталіст Володимир Лазерсон, боран у виконанні Юрія Андрійчука, а також спінет, на якому грає Констянтин Вишинський. Альбом неофіційно поширювався в Ірландії та отримав доброзичливі відгуки від ірландської публіки.
У вересні 2005 року у групі «Мельниця» стався розкол через творчі розбіжності між Хелавісою та іншими неформальними лідерами колективу. Протягом місяця Хелавіса з учасниками, що залишилися в групі, набрали нових музикантів замість тих, що вийшли зі складу. Перший концерт гурту в новому складі відбувся 26 листопада 2005 року в підмосковному місті Чорноголівка, куди гурт був запрошений як хедлайнери фолк-рок фестивалю.
У 2006 році виходить альбом «Зов крови» («Полик крові») — перший альбом групи в оновленому складі. Радіопрезентація цього альбому відбулася на «Нашому радіо» 18 лютого..
Паралельно з новим складом гурту «Мельница» виникає сольний проєкт «Хелавіса», що поступово трансформувався у проєкт «Хелавіса, Лазерсон та друзі», в якому взяли участь музиканти «Мельници» Сергій Вишняков, Дмитро Фролов, Дмитро Каргін, Олексій Орлов (до травня 2017 року), Сергій Заславський (до 2013 р.), Олександр (Грендель) Степанов (до 2008 р.), а також сесійно брали участь гітарист Дмитро (Дуглас) Сафонов (до 2011 р.), Володимир Лазерсон та акордеоніст Михайло Смирнов. Цей проєкт має два музичні напрямки: кельтський фолк та авторські пісні Хелавіси, які, як правило, не входять до репертуару гурту «Мельниця» і виконуються в акустичних аранжуваннях.
У 2009 році виходять одразу два альбоми: черговий альбом «Мельници» під назвою «Дикие травы» («Дикі трави») та перший «офіційний» сольний альбом Хелавіси «Леопард в городе» («Леопард у місті»), що включає її авторські композиції, що не входять до репертуару групи. Концертна презентація альбому «Дикие травы» («Дикі трави») відбулася 21 лютого 2009 року і стала першим концертом для Хелавіси після більш ніж піврічної перерви, пов'язаної з народженням першої дитини.
Альбом став пошаною улюбленим поетам і кельтській культурі. На просторах композицій традиційно панують традиційні фолк-образи — жива природа, любов, лицарі, прекрасні діви та безкраї простори.
До початку 2010 року щорічні гастрольні тури Хелавіси та «Мельниці» географічно охоплюють всю територію Росії, а з 2015 року гастрольний графік розширюється на Україну, Білорусь, Казахстані, Ізраїлі. Виступи на музичних фестивалях в Естонії та Німеччині. З цього часу щороку в січні гурт «Мельница» та Хелавіса у складі сайд-проєктів виступають у різних містах із різдвяними концертами.
У 2012 році вийшов п'ятий номерний альбом «Мельници» під назвою «Ангелофрения» («Ангелофренія»), під час роботи над яким Хелавіса та учасники групи для участі у створенні аранжувань перший і поки що єдиний раз скористалися послугами запрошеного саунд-продюсера — Олександра Самойлова.
У 2013 році виходить у світ другий сольний альбом Хелавіси «Новіе ботинки» («Нові черевики»), присвячений напряму її творчості, пов'язаному з кельтським фолком, і логічно продовжує цей напрямок з часів участі Хелавіси у групі «Clann Lir». У записі альбому взяла участь команда сольного проєкту «Хелавіса», що включає частину музикантів гурту «Мельниця», а також Володимира Лазерсона, який використовував при записі волинку, боуран, вістли та шалмі. Ці пісні відносяться до більш класичного фолку, близькі до народної музики, і пронизані кельтською культурою. Серед пісень альбому можна зустріти і валлійську вівчарську пісню, і дитячі пісеньки, і кінську розмову, і переговори войовничих пралень, і багато іншого. До кожної композиції у CD-виданні є російськомовний коментар.
У 2015 р. виходить шостий альбом гурту «Алхимия» («Алхімія»), у 2016 р. — сьомий «Химера» («Хімера»).
У 2015 році з'являється концертна програма «36,6», що складається з пісень, які виконує дует, до якого на правах співавторів-виконавців входять Хелавіса та Сергій Вишняков. Ідея проєкту виникла з досвіду виступів Хелавіси та Сергія під час інтерв'ю на телебаченні та радіо як представників гурту «Мельниця». Ці виступи вимагали спеціальних мінімалістичних аранжувань хітів «Мельниці», перекладених для електроарфи, акустичної гітари та вокалу. Згодом Наталя та Сергій дійшли висновку, що із доробку переаранжованих пісень можна створити окрему концертну програму. У гастрольних турах Хелавіси 2016—2017 років низку сольних концертів було проведено саме в рамках цього проєкту. У 2017 р. Наталія та Сергій вирішили розвинути програму, написавши спеціально для неї цикл пісень, у якому мають намір відійти від концепції суто акустичного дуету та активно застосовувати сучасні технології електронного звучання. 29 грудня 2017 р. відбувся реліз синглу «Поверь» («Повір») — першої композиції із запланованого циклу. 24 лютого 2018 р. був випущений офіційний відеокліп на цей сингл. Зйомки відеокліпу відбулися у грудні 2017 року у Санкт-Петербурзі. 21 березня 2018 року відбувся реліз сольного альбому Хелавіси «Люцифераза», куди увійшов уже випущений сингл.
У 2018 році озвучила Джайну Праудмур у музичному анімованому кліпі «Обличчя війни: Джайна», що передує виходу доповнення «Битва за Азерот» із всесвітньої гри World of Warcraft, для російського імпортера студії Blizzard Entertainment.

#### Музичні інструменти
Наталія О'Шей закінчила музичну школу за класом фортепіано, володіє акустичною гітарою та кастаньєтами.
Вже через кілька років професійної співочої кар'єри Хелавіса звернула увагу на ірландську (кельтську) арфу, випадково познайомившись із чужим інструментом в артистичній гримерці. За словами Наталії, перейти з фортепіано на арфу було не так вже й складно. Наталія почала вивчати основи гри на арфі, займаючись з приватними викладачами в Ірландії, у тому числі у відомої ірландської арфістки Мойри Ні Хахаси (Máire Ní Chathasaigh) і відвідуючи в Шотландії майстер-класи знаменитої ірландської арфістки Саворни Стівенсон (Savourna Stevenson). Паралельно Наталія не залишала систематичні заняття вокалом, як самостійні, так і періодичні з приватними викладачами в Росії та Ірландії. Наталя починала грати на недорогій арфі пакистанського виробництва. Незабаром вона вирішила, що їй потрібен інструмент вищого рівня, і придбала арфу моделі Aziliz фірми Camac harps. Згодом Наталія разом зі звукорежисерами групи прийшла до усвідомлення факту, що акустичну арфу вкрай складно підзвучувати у складі рок-групи, в результаті придбала електричну арфу Silhouette фірми Lyon & Healy, яка згодом була замінена на електроарфу DHC фірми Camac harps, виготовлену для Хелавіси за спеціальним замовленням. На кінець 2017 р. в особистій колекції Хелавіс знаходяться чотири ірландські арфи, з яких три акустичні та одна електрична, а також етнічні арфоподібні інструменти, наприклад, сванський чанг. Наталія провела майстер-класи з ірландської арфи на фестивалях «АрфаВіта».
У 2014 р. у Хелавіси з'являється власна міні-студія, основою якої стала станція аранжування Kurzweil PC3K8. З цього часу Наталія активно освоює основи звукорежисури, а також сучасні технології створення та обробки звуку в аранжувальних рішеннях. Деякі з цих рішень увійшли до студійних альбомів гурту «Мельниця».

#### Офіційний сайт
У грудні 2017 р. було запущено нову версію офіційного сайту Хелавіси на домені http://helavisa.ru Раніше офіційний сайт Хелавіси розташовувався на домені hellawes.ru, який нині не підтримується. Одночасно з новою версією сайту було презентовано новий логотип бренднейму «Хелавіса».

### Літературна творчість
1 листопада 2006 року Хелавіса публікує в журналі «Вокруг света» авторський нарис «Ирландия, где всегда идёт дождь» («Ірландія, де завжди йде дощ»).
27 січня 2016 року було представлено публіці чергову спільну літературну роботу Хелавіси — науково-популярну книгу «Сказки, рассказанные в октябре» («Казки, розказані в жовтні»), написану Наталією О'Шей у співавторстві з етнографом Наталією Лапкіною. Книга заснована на результатах проведеної авторами виїзної науково-творчої школи у місті Плюгрескані (Бретань, Франція) у травні-червні 2013 року в рамках дослідницького проєкту «Основи міжкультурної адаптації дітей дошкільного та молодшого шкільного віку». У додатках до видання описані освітні курси та табори, які знайомлять дітей з кельтською культурою, — один із напрямків, у яких працює Хелавіса.
Книга досить різноманітна та призначена для широкого кола читачів, автор відносить її до постмодерної літератури. Тут є і науковий вступ, і поради з розповіді історій та казок дітям, і роздуми про міжкультурну адаптацію, і сім авторських казок Хелавіси, кожну з яких супроводжують примітки. Перші історії — традиційні дитячі казки, а останні вже виглядають серйозними історіями.
У 2016 р. Хелавіса організувала ще один дитячий науково-творчий табір, цього разу у Фінляндії, проте нового матеріалу виявилося замало для написання книги. За словами автора, для цього потрібно ще кілька подібних заходів. У 2017 році за участю Хелавіси був проведений черговий дитячий творчий табір з виїздом до Флоренції (Італія), куди запрошувалися всі охочі.
2018 року Наталія розпочала роботу над книгою «Хроніки Люциферази. Три кораблі», назва якої відсилає до сольного альбому, що вийшов того ж року. Люцифераза — вигадана фантастична планета, на якій розгортаються історії, що перетинаються із сюжетами пісень. Книга була випущена видавництвом Livebook в 2020.

### Особисте життя
Серед захоплень і хобі Хелавіси можна відзначити верхову їзду, альпінізм, гірськолижний спорт, плавання, йогу. Альпінізм є традиційним спортом для її сім'ї — в гірські походи ходили батько, мати, дід, бабуся та багато інших родичів Наталії.
21 серпня 2004 року Наталія Ніколаєва одружилася з Джеймсом Корнеліусом О'Шеєм, громадянином Ірландії, на той момент помічником аташе з культури ірландського посольства в Москві. Після одруження почала жити разом із сім'єю у Західній Європі, переїжджаючи згідно службових призначень чоловіка раз на 4 роки. До 2004 року він працював у Москві, у 2004—2008 роках у Дубліні, у 2008—2016 pp. — у Женеві, з 2016 року — у Відні. Деякий час сім'я жила в Яффі, супутнику Тель-Авіва (Ізраїль), а влітку 2022 переїхала в Лімерік (Ірландія).
22 липня 2008 року в Женеві народила доньку Ніну Катріну О'Шей, 15 квітня 2011 року там же другу дочку, Уну Тамар О'Шей. Будучи вагітною, Хелавіса до травня 2008 брала участь у гастролях. За її словами, під час вагітності вона займалася активним спортом, дотримуючись необхідних заходів обережності — до третього місяця каталася на гірських лижах, до четвертого — їздила на коні, під час вагітності літала до Нової Зеландії та ходила там у піші походи. Походи льодовиками тривали навіть в останньому триместрі, заняття йогою та плавання тривали аж до самих пологів, а за день до них Наталія без особливих зусиль пропливла в басейні свій стандартний кілометр. За словами Наталії, у цей період саме йога та аромотерапія тримали її в тонусі, і вона докладно розповідала про це в інтерв'ю. Коли Ніні виповнилося 5 місяців, концертна діяльність продовжилася, оскільки 21 лютого гурт презентував альбом «Дикие травы» («Дикі трави»). Поки Наталя виступала на сцені, за дітьми наглядала нянька.
Хелавіса займалася популяризацією носіння слінгів-шарфів замість традиційних колясок. За її словами, слінги зручні та забезпечують більшу мобільність. Вона брала участь у рекламних фотозйомках для норвезького виробника слінгів-шарфів Ellevill і була офіційною особою бренду.
З 2008 по 2016 рік Хелавіса активно займалася дизайном одягу та аксесуарів, створивши спільно з Наталією Лапкіною та Маріанною Шипіциною майстерню моди «Mitzi Dupree» (нині припинила свою діяльність).
Хелавіса ділить свій робочий та особистий графік приблизно порівну між перебуванням за місцем проживання сім'ї та в Росії. У Росії вона веде активну студійну та концертну діяльність у складі групи «Мельница» та в сольних проєктах. На початок 2018 року сім'я проживала у Відні, діти жили та навчалися або там, або в англійській школі у Москві. Дівчатка багато в чому поділяють захоплення матері — плавають, їздять верхи, займаються йогою, а також музикою. З творчістю матері вони знайомі та намагаються виконувати деякі пісні.

## Дискографія

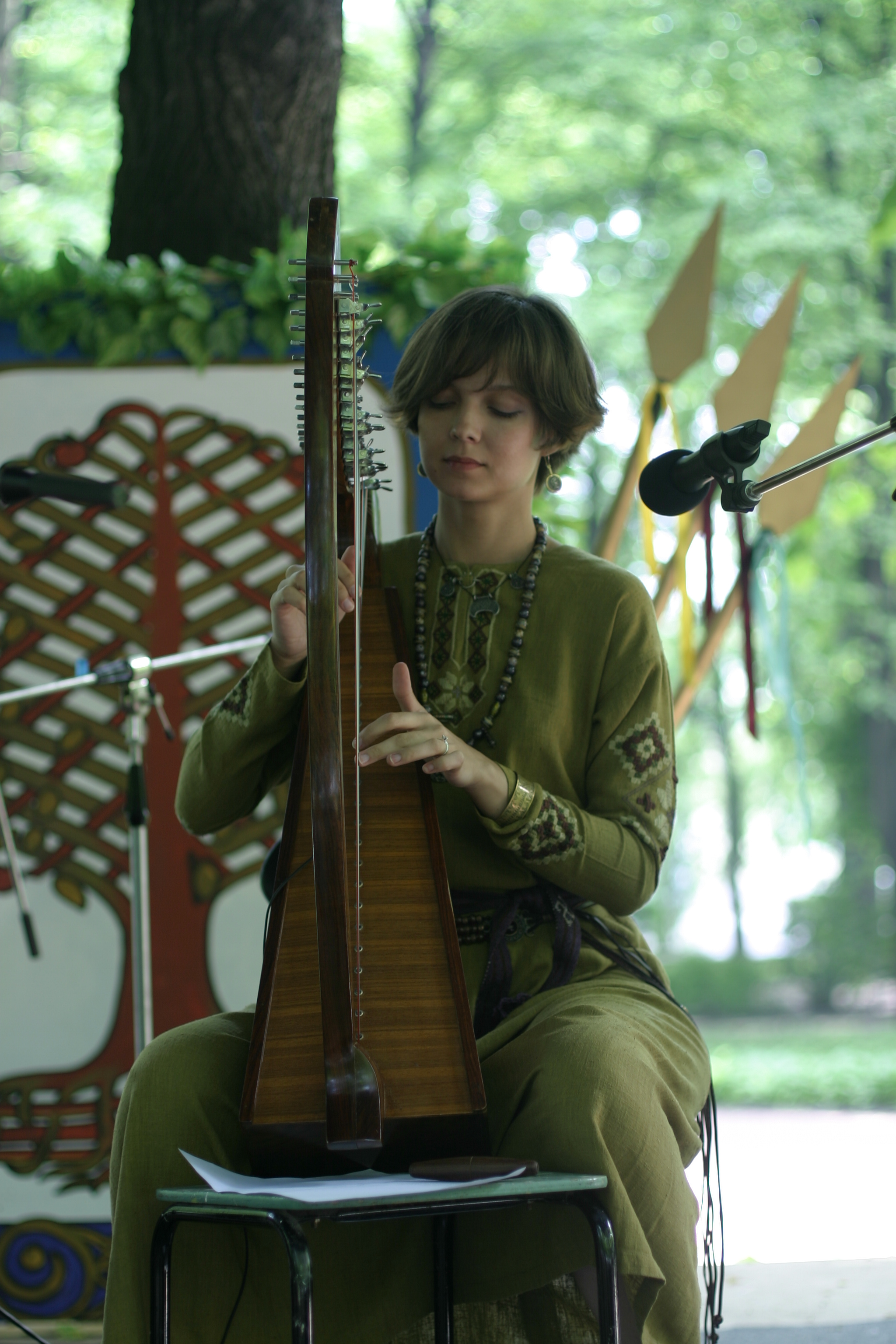
Хелавіса на фестивалі, присвяченому 300-річчю Літнього саду (26 червня 2004)

### Рання творчість
- Running to Paradise (магнітофонний/цифровий альбом, 1996)
- «Дорога сну» («Дорога сну», магнітофонний/цифровий альбом, 1996)
- «Лунный день» («Місячний день», магнітофонний/цифровий альбом, 1996)
- «Сольные записи» («Сольні записи», магнітофонний/цифровий альбом, 1999)

### У складі групи «Мельница»
- Альбом «Дорога сна» («Дорога сну», CD Land Records, 2003)
- Міні-альбом «Master of the Mill» (видання на CD-audio, 2004)
- Альбом «Перевал» (CD Land Records, 2005)
- Альбом «Поклик крові» («Зов крови», Navigator Records, 2006)
- Збірник The Best (Navigator Records & CD Land Records, 2007)
- Альбом «Дикие травы» («Дикі трави», Navigator Records, 2009)
- Сингл «Рождественские песни» («Різдвяні пісні», Navigator Records, 2011)
- Альбом «Ангелофрения» («Ангелофренія», Navigator Records, 2012)
- Бокс-сет «Знак четырех» («Знак чотирьох», Navigator Records, 2012)
- Міні-альбом «Радость моя» («Радість моя», Navigator Records, 2013)
- Концертний альбом «Ангелофрения live» («Ангелофренія live», Navigator Records, 2014)
- Альбом «Алхимия» («Алхімія», Navigator Records, 2015)
- Альбом «Химера» («Химера», Navigator Records, 2016)
- Альбом «Манускрипт» (2021)
- Clann Lir (Фонд розвитку традиційної культури, 2005; перевидання Перехрестя Рекордс[29], 2008). У двох треках альбому вокальний дует разом із Наталією О'Шею записав її чоловік, Джеймс О'Шей.

### Сольний проєкт «Хелавіса»
- «Леопард в городе» («Леопард у місті», Navigator Records, 2009)
- «Новые ботинки» («Нові черевики», Navigator Records, 2013)
- «Поверь» («Повір», сингл, 2017)
- «Люцифераза» (2018)

### Участь в інших проєктах, роботи на запрошення
- «Тебя ждала» («Тебе чекала» — вокал, арфа разом з групою «Начало Века» («Початок Століття»). Пісня увійшла до складу збірок «Фолк Навигация» («Фолк Навігація», 2008), «Чартова дюжина. Top 13» (2009), а також в альбом гурту «Начало Века» — «Формы времени» («Форми часу», 2010). (Відео на Youtube).
- «Господари» («Господарі», вокал), «Город» («Місто», вокал), «Лунный камень» («Місячний камінь», кельтська арфа), «Песни черни» («Пісні черні», перфоманс, 2007) — учасниця ювілейного концерту гурту «Тол Мириам» («Тол Міріам»).
- «Два ангела-II» («Два ангели-II») — учасниця ювілейного концерту гурту «Пілот».
- «Там высоко» («Там високо») — спільно з Артуром Беркутом записала радіосингл та взяла участь у ювілейних концертах гурту "Ария ", 2010 р.
- «Падение» («Падіння») — запис дуету з Олексієм Горшенєвим для треку альбому xXx групи «Кукрыниксы».
- «От неба до неба» («Від неба до неба») — група «Северо-Восток», альбом «Открытый берег» («Відкритий берег», 2008).
- «Потому что я играю фолк» («Тому що я граю фолк») — бек-вокал у пісні гурту The Dartz (увійшла до синглу «Когда позовёт тебя море» («Коли покличе тебе море»), 2006, і збірка «ФолкРокФорум II», 2007).
- «Рядом быть» («Поруч бути») — дует із Юрієм Постарнаковим для радіосинглу групи " Посля 11 ", 2011 р. (запис увійшов до збірки «Фолк Навігація», 2011).
- «Немного огня» («Трохи вогню») — дует з Едмундом Шклярським на ювілейних концертах «30 світлових років» гурту «Пикник» (2012 р.)
- «Смерти нет» («Смерті немає», «Скарб Енії», 2014, спільно з групою «Епідемія»).
- «Улетаю» («Відлітаю» («Северо-Восток», альбом «Предчувствие» («Передчуття»), 2015).
- «Мама, ты знаешь…» («Мамо, ти знаєш…») — сингл CASUAL & Глобаліс, записаний спільно з Хелавісою та Сергієм Галаніним (група «СерьГа»), прем'єра 8 березня 2017 р.
- «Проклятье бесконечных лет» и «Придумай светлый мир» («Прокляття нескінченних років» та «Придумай світлий світ») («Легенда Ксентарона», 2018, спільно з групою " Епідемія ")
- «Обличчя Війни: Джайна» — російська версія пісні в World of Warcraft від Blizzard Entertainment.
- «Прекрасный старый дом» («Прекрасний старий дім») — дует з Андрієм Князєвим для мультфільму «Фіннік» (2022). В основу треку лягла пісня «Проклятый старый дом» («Проклятий старий будинок») групи «Король и Шут» з новими словами та аранжуванням[30].
- «Последняя песня» («Остання пісня») — дуетний сингл із Романом Рябцевим із його майбутнього останнього альбому. 9 грудня 2022 р. пісня стартувала в «Чартовій дюжині» «Нашого радіо».

### «Обыкновенное чудо» («Звичайне диво»)
У 2007 році вийшов CD радіовистави «Обыкновенное чудо» («Звичайне диво», за п'єсою Є. Л. Шварця, режисер Дмитро Урюпін) за участю Хелавіси, яка виконала у виставі роль кавалерської дами Емілії. У постановці також взяли участь актори рок-ордена «Тампль», Олексій Кортнєв та ін.

### «Последнее испытание» («Останнє випробування»)
Хелавіса виконала роль темної богині Такхізіс у російському мюзиклі «Последнее испітание» («Останнє випробування»), створеному Антоном Кругловим у співавторстві з Оленою Ханпірою за мотивами серії книг «Сага про спис». Хелавіса брала участь лише в аудіопостановці, яка була випущена компанією «Перекресток Рекордс» на двох CD у 2009 р.